# Abolicionisme

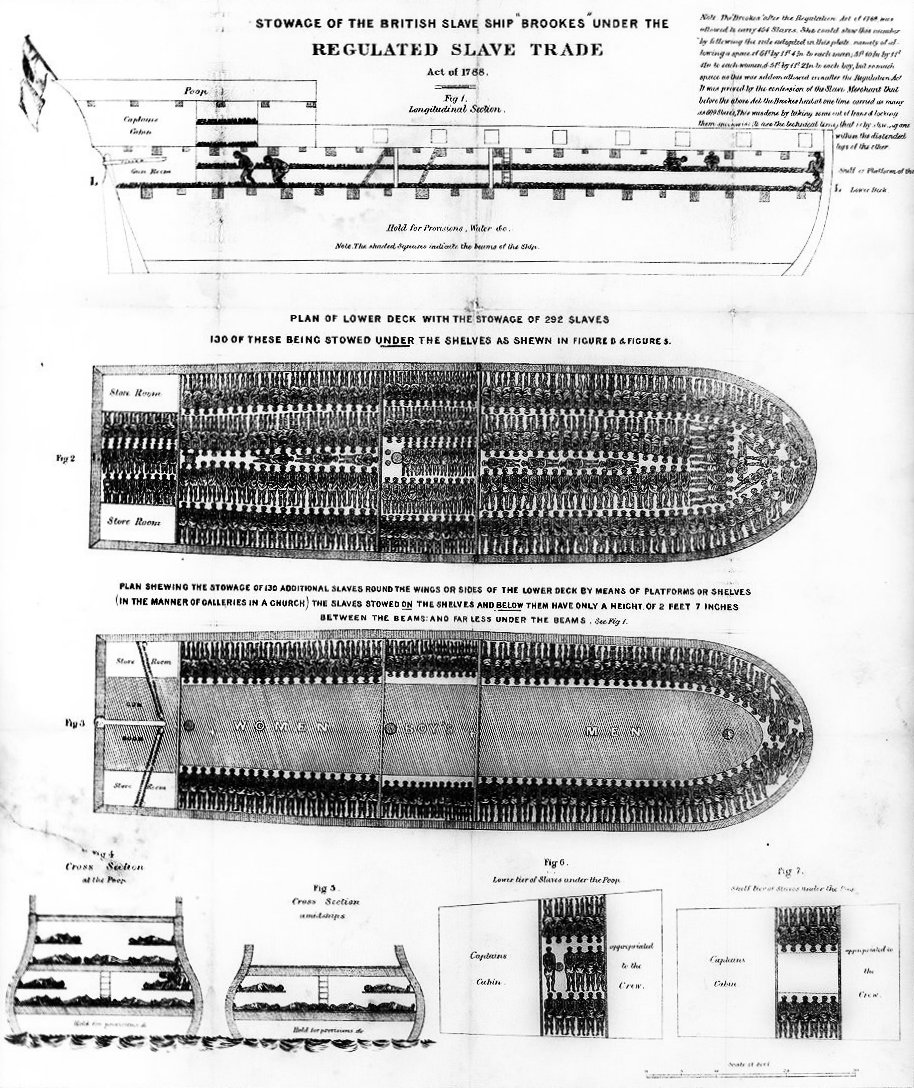
Cartell que mostrava les terribles condicions dels vaixells d'esclaus.

L'abolicionisme és una doctrina que propugna l'anul·lació de lleis, preceptes o costums que es considera que atempten contra els principis humans i morals. El terme es va aplicar inicialment al corrent que propugnava l'abolició de l'esclavitud, per tal de considerar tota persona subjecte de Dret, en oposició a objecte de Dret d'alguns col·lectius però ha sigut encunyat per altres moviments socials.

## Història de l'abolicionisme esclavista

### Protoabolicionisme
Tot i que de moviment abolicionista pròpiament dit no en podem parlar fins al segle xviii, en altres moments històrics s'han produit revoltes d'esclaus en contra de les condicions inhumanes a les que estaven sotmesos. Un dels casos més conegut, gràcies també al "cinema històric" va ser la revolta antiesclavista a l'Antiga Roma, liderada per Espàrtac i que va acabar amb derrota dels espartans i la crucifixió dels 6.000 esclaus rebels que havien sobreviscut, al llarg dels camins principals que duien a Roma.

### Abolicionisme Europeu i Americà
Però ja parlant del moviment abolicionista modern, hem de considerar el context dels diferents territoris perquè l'evolució és completament diferent.

#### Portugal
El Primer Ministre reformista Marquès de Pombal va decretar el final del tràfic d'esclaus cap a la metròpoli (1761) i l'alliberament gradual dels esclaus a Portugal (1773). Per aquest motiu, es considera aquest país un pioner en l'abolicionisme. Tanmateix, a les colònies portugueses d'Amèrica es va continuar permetent l'esclavitud, necessari per sustentar l'economia extractivista que s'hi practicava. Malgrat tot, el final de l'esclavitud estava lluny encara. Pressionada per Gran Bretanya, a començaments del segle xix es va prohibir definitivament el tràfic d'esclaus i, el 1854, un decret va alliberar tots els esclaus del govern de les colònies. Dos anys més tard, també es va alliberar tots els esclaus de l'església a les colònies. El 25 de febrer de 1869 es va produir finalment l'abolició completa de l'esclavitud en l'imperi portuguès.

#### Brasil
Al segle xviii, la corona va canviar l'enfocament de com havia de colonitzar l'interior del país. Va abandonar la captura dels nadius, procurant arribar a una convivència pacífica dirigida a l'assimilació dels pobles indígenes. Una de les mesures en aquest sentit, va ser la prohibició de la ma d'obra esclava indígena. Més tard, els moviments independentistes revolucionaris, particularment la Conjuració Bahiana (1798), van pretendre eliminar la condició d'esclaus dels afrobrasilers, i aprofitar la revolta contra els seus amos per donar impuls al procés emancipador del Regne de Portugal. Pel que fa al període imperial brasiler, Pere I havia manifestat la seva intenció d'alliberar els esclaus, havent subratllat en diferents moments de la seva vida el fet que la seva sang era del mateix color que la d'ells. L'emperador va voler accelerar la revolució industrial al Brasil amb l'alliberament dels esclaus i va intentar fer-ho dues vegades. La primera, l'any de la independència del Brasil (1822), i la segona, l'any de l'assemblea constituent de 1823, i en ambdues ocasions el projecte va ser totalment rebutjat pel parlament. D'acord a la constitució de 1824, el Brasil no era una monarquia absolutista sinó una monarquia constitucional parlamentària, i el poder moderador del monarca no el va permetre fer-hi res més.

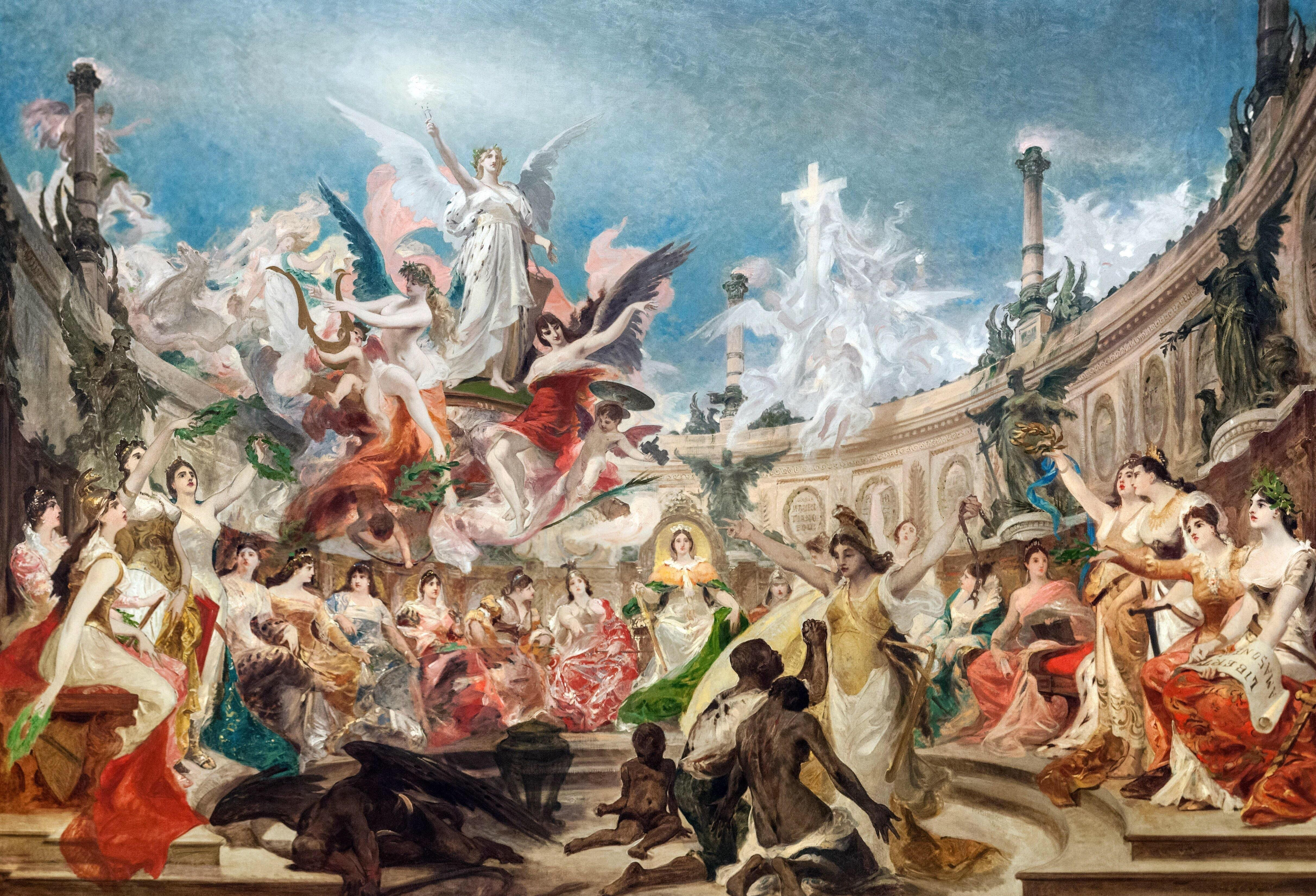
L'alliberament dels esclaus, obra del brasiler Pedro Américo (1889).

Pere II, el seu successor, va heretar el vigor abolicionista del seu pare. Va intentar diversos cops abolir l'esclavitud, però cada vegada que plantejava el debat, el parlament deia que aquella no era la voluntat del poble. Les discussions van adquirir rellevància a partir de 1850 i un caràcter realment popular a partir de 1870. Des de llavors, es van fer tímids avanços legislatius, com l'aprovació de la Llei del Ventre Lliure (1871) i la dels Sexagenaris (1885), però l'esclavitud no va finalitzar fins a la promulgació de la Llei Àuria (13 de maig de 1888). El Brasil va ser l'últim país d'Amèrica que va prohibir oficialment l'esclavitud.

#### França
Després de la Revolució Francesa i la Declaració dels Drets de l'Home i del Ciutadà es va abolir l'esclavitud el 4 de febrer de 1794 en la Convenció Nacional. Tanmateix Napoleó va restablir-la el 20 de maig de 1802. L'abolició definitiva no va arribar fins al 27 d'abril de 1848 signada per un decret del ministre nordcatalà i eminent científic Francesc Aragó.

#### Xile
Si bé en la fallida Conspiració dels tres Antonios es plantejava l'abolició de l'esclavitud el 1780, serà el primer Congrés Nacional convocat el 1811, 8 mesos després de la creació de la Junta de Govern, qui va declarar entre altres iniciatives la Llibertat de ventres. Segons aquesta els fills d'esclaus que naixessin a terra xilè serien lliures. El 1818, i a conseqüència de la participació de batallons d'esclaus negres entre les forces patriotes pertanyents a l'Exèrcit Llibertador dels generals José de San Martín i Bernardo O'Higgins, se'ls promet a aquests la llibertat completa, fet que és portat a la pràctica el 1823, sota la presidència interina de Ramón Freire, fent de Xile un dels primers països -no sols de l'Amèrica Llatina- en declarar la llibertat dels esclaus.

#### Regne Unit i Imperi Britànic

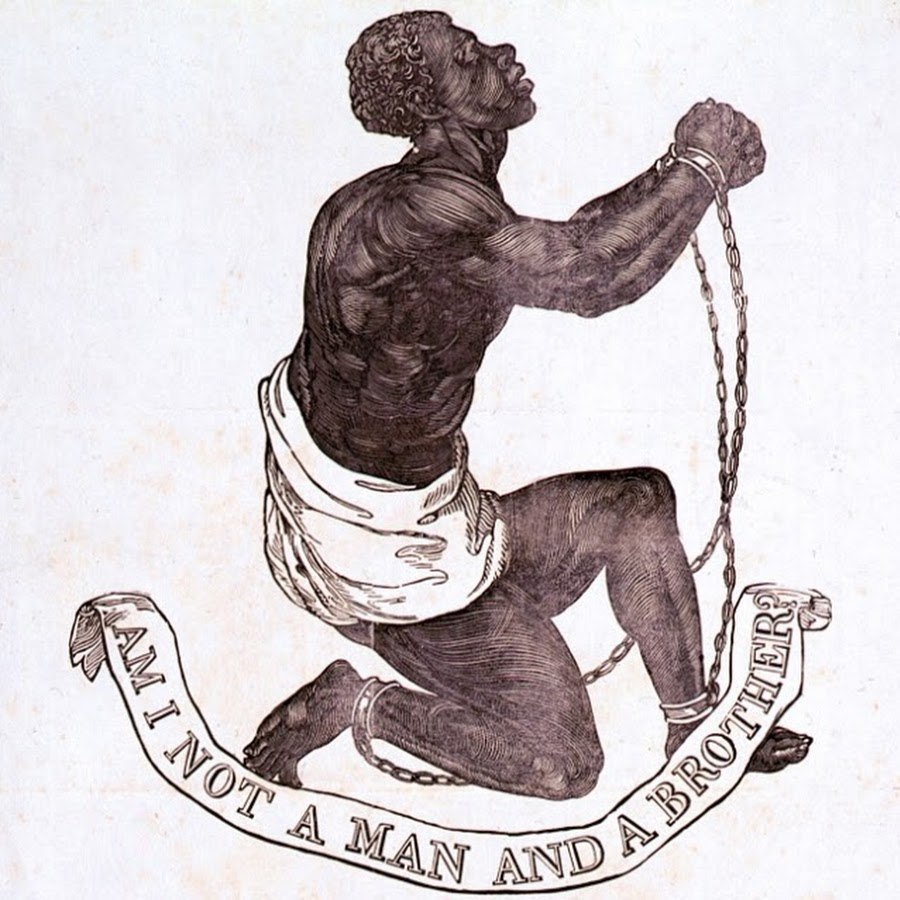
Medalló de British Anti-Slavery Society.

La Society for Effecting the Abolition of Slavery (Societat per efectuar l'abolició de l'esclavitud) va ser fundada el 1789 per Thomas Clarkson. En les seves presentacions va informar àmpliament la societat anglesa de les misèries del tràfic d'esclaus i les seves pràctiques a través d'una moderna campanya de difusió pública. L'estratègia política al Parlament fou liderada pel cèlebre diputat William Wilberforce, aconseguint progressivament diversos èxits que anaren limitant l'esclavisme. Un primer pas es va assolir el 1807 quan l'Acta del Comerç d'Esclaus va prohibir el tràfic als vaixells anglesos, en el marc de la guerra amb la França revolucionària. El 23 d'agost de 1833 es va aprovar la (Llei d'abolició de l'esclavitud (Slavery Abolition Act) per la qual des de l'1 d'agost de 1834 quedaven lliures tots els esclaus de la majoria de les colònies britàniques. Durant un període de transició de quatre anys romandrien, a canvi d'un sou, lligats encara al seu amo. Els propietaris de plantacions del Carib van ser indemnitzats amb 20 milions de lliures esterlines.

#### Canadà
El 1793 es va firmar a l'Alt Canadà la primera llei contra l'esclavitud, la Slave Act of 1793. John Graves Simcoe, havia estat partidari de l'abolició abans d'arribar a l'Alt Canadà; com a membre del Parlament britànic, havia descrit l'esclavitud com una ofensa contra el cristianisme. Tot i que el nombre d'esclaus no era gran, en termes absoluts, s'havia incrementat significativament amb l'arribada de refugiats lleialistes del sud que portaven amb ells ma d'obra esclavitzada.

#### Estats Units d'Amèrica
El moviment abolicionista es va formar el 1830 en els estats del nord dels Estats Units, en els quals se li va donar molta publicitat. El 1831, William Lloyd Garrison va fundar la New-England Antislavery Society (Societat antiesclavista de Nova Anglaterra). El moviment tenia les seves arrels el segle xviii, on havia nascut amb l'objectiu de prohibir el tràfic d'esclaus. La possessió d'esclaus es va permetre fins al final de la Guerra de Secessió, particularment en els estats del sud. La constitució tractava en certs punts l'esclavitud encara que en cap no s'usava aquesta paraula.

Tots els estats al nord de Maryland van abolir l'esclavitud entre 1789 i 1830, gradualment i en diferents moments. Tanmateix, el seu estatus va romandre inalterat al sud i els costums i el pensament públic van evolucionar en defensa de l'esclavitud com a resposta al creixent enfortiment de l'actitud antiesclavitud del nord. El punt de vista contra l'esclavitud que mantenien molts homes del nord després de 1830 va anar portant lentament i imperceptiblement cap al moviment abolicionista. La majoria dels estats del nord no acceptaven les posicions extremes dels abolicionistes. Abraham Lincoln, malgrat ser contrari a l'esclavitud, tampoc no acceptava l'abolicionisme.

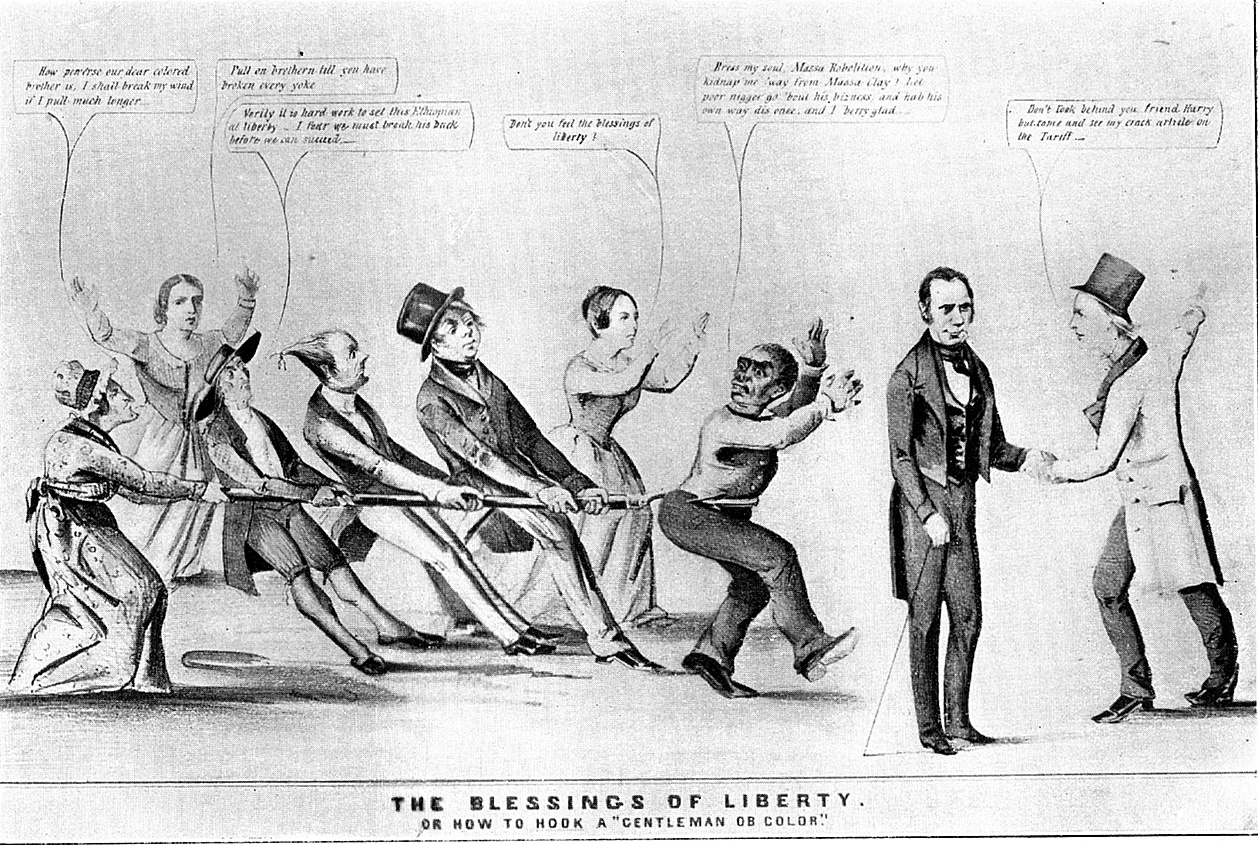
Caricatura contemporània de l'abolicionisme

L'abolicionisme com a principi era alguna cosa més que un mer desig d'ampliar les restriccions a l'esclavitud. La majoria dels del nord acceptaven l'existència de l'esclavitud, no tenien per objectiu canviar això, sinó afavorir una política d'alliberament indemnitzada i gradual. Els abolicionistes en canvi volien acabar amb l'esclavitud d'una vegada per totes i per sempre i el moviment es va caracteritzar pel suport de l'aplicació de la violència per precipitar el final, com mostren les activitats de John Brown. El moviment abolicionista es va difondre particularment gràcies a l'efectiva propaganda de William Lloyd Garrison.
En la Guerra de Secessió dels Estats Units, l'abolicionisme va jugar cert paper. Encara que els quàquers (Benjamin Lay, John Woolman) es van donar a conèixer parcialment per la seva participació en aquest moviment, aquest no estava en cap cas limitat als quàquers. Aquest punt va ser un de molts que va portar a la fundació dels metodistes lliures, un grup que es va separar en la dècada de 1860 de l'Església Metodista.
Molts abolicionistes americans van exercir un paper actiu en contra de l'esclavitud en l'"Underground Railroad", que, tractava d'ajudar els esclaus fugitius malgrat les grans penes que això podia portar segons la llei federal que va entrar en vigor el 1850.
Mitjançant la Proclamació d'Emancipació (promulgada pel president Abraham Lincoln, en la que es va declarar la llibertat de tots els esclaus l'any 1863 i va entrar en efecte per primera vegada al final de la Guerra Civil 1865) els abolicionistes americans van obtenir l'alliberació dels esclaus en els estats en els quals hi continuava havent esclavitud i la millora de les condicions en la dels americans negres en general. El moviment abolicionista va adobar el camp per al moviment pels drets civils nord-americà.

#### Espanya, Cuba i Puerto Rico
Encara que hi va haver precedents des de començaments del segle xix, cap d'ells no va ser transcendent. Agustín Argüelles i José Miguel Guridi van presentar a les Corts de Cadis una proposta abolicionista l'1 d'abril de 1811, que no va prosperar. El 13 d'agost de 1813 Isidoro de Antillóny Marzo fa una nova proposició, més extensa i que tampoc no prospera (és fins i tot objecte d'un atemptat que gairebé acaba amb la seva vida). Aquest diputat ja s'havia destacat el 2 d'abril de 1802 amb una conferència abolicionista davant de l'Acadèmia Matritense de Derecho Español i Públic (Dissertació de l'origen de l'esclavitud dels negres, motius que l'han perpetuat, avantatges que se li atribueixen i mitjans que podrien adoptar-se per fer prosperar sense ells les nostres colònies, publicada el 1811). La Constitució de Cadis posa especial cura en distingir les condicions d'espanyol, home lliure, avecindado, llibert (article 5) ciutadà espanyol, ingenu (capítol IV), servent domèstic (article 25.3), establint requisits especials per a l'obtenció de la ciutadania als originaris d'Àfrica (article 22).
José María Blanco White va criticar l'esclavitud en la seva obra, on reflexionava sobre aquest tràfic considerat moral, políticament i cristianament (Londres, 1814). També van tenir posicions abolicionistes els cubans Félix Varela, José Antonio Saco, Francisco Arango y Parreño, Domingo del Monte y Aponte i Rafael María de Labra y Cadrana, molts dels quals van estar en contacte amb abolicionistes dels Estats Units, encara que també van intervenir en la política espanyola peninsular.
Cuba i Puerto Rico eren les últimes colònies espanyoles a Amèrica, i on l'esclavitud tenia un pes econòmic decisiu. La posició internacional d'Anglaterra contra el tràfic d'esclaus impedia un fàcil abastament. El cas del vaixell Amistad els esclaus del qual es van rebel·lar, i que va ser conduït als Estats Units, va ocasionar un conflicte jurídic i diplomàtic (sobre l'assumpte s'ha fet una pel·lícula de Steven Spielberg, 1997). Les successives sublevacions a Cuba de l'últim terç del segle xix, fins a la Guerra d'Independència cubana de 1895-1898, van tenir com una de les seves causes les polèmiques entre esclavitud i abolicionisme.
La pressió internacional va promoure lleis contràries al comerç d'esclaus el 1817 (a canvi d'un pagament per Anglaterra de 400.000 lliures com a compensació), 1835 i 1845. La reiteració de les lleis era prova de la seva ineficàcia. El 1837 es va promulgar l'abolició de l'esclavitud al territori metropolità, però no així als territoris d'ultramar, que és on la presència d'esclaus era realment significativa, demogràficament i econòmicament.
La Societat Abolicionista Espanyola es va fundar el 2 d'abril de 1865 a iniciativa del porto-riqueny Julio Vizcarrondo, que també va fundar el diari El abolicionista español (15 de juliol de 1865). Les seves primeres activitats importants van ser el míting del 10 de juny de 1866 al Teatre de la Zarzuela de Madrid i un concurs literari que va guanyar Concepción Arenal (L'esclavitud dels negres). La Societat Abolicionista va obrir seccions a Sevilla, Lleó, Barcelona i Saragossa. El 1866 diari i Societat van ser clausurats pel govern de Narváez, coincidint amb l'agudització de la repressió política contra els progressistes.

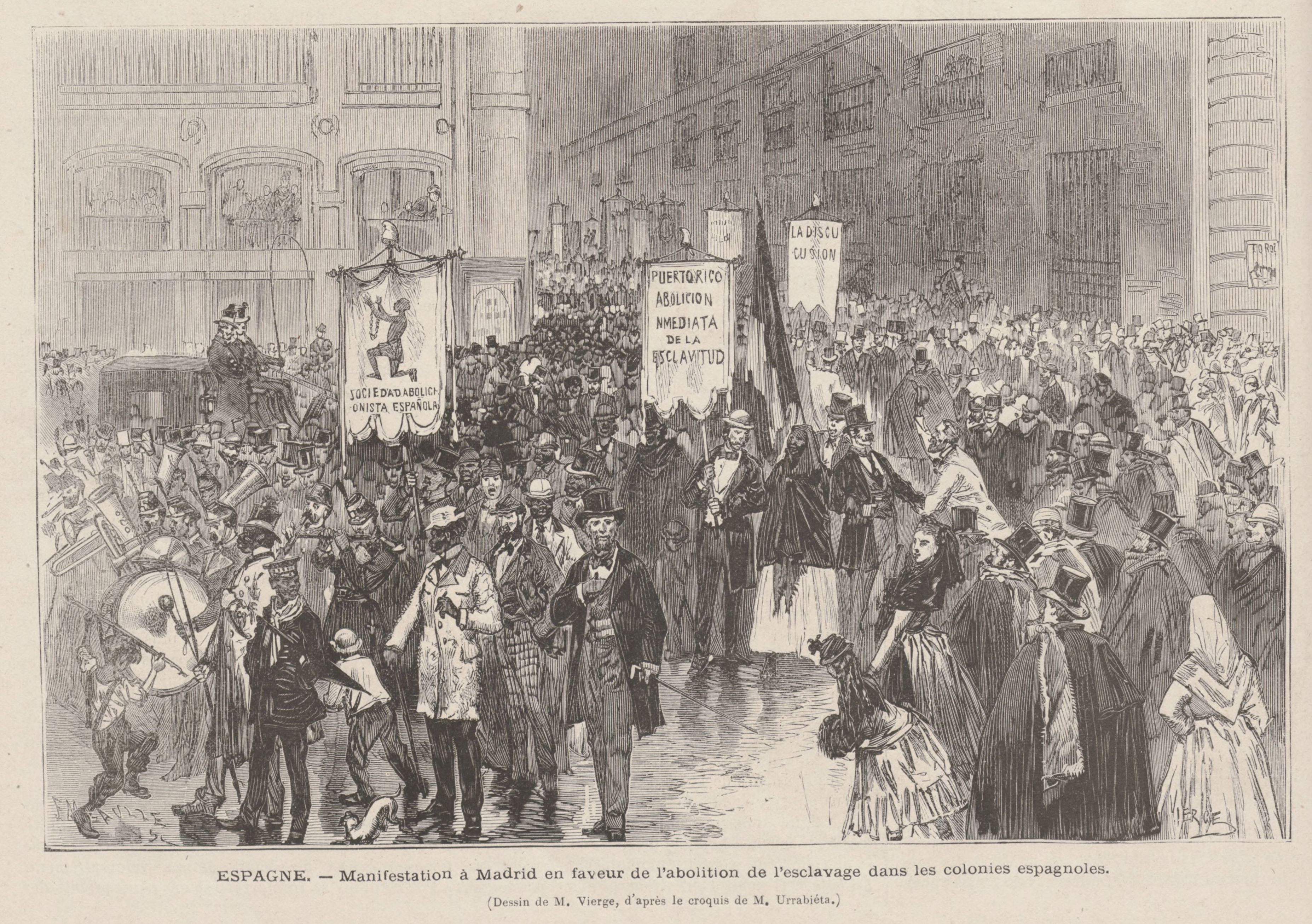
Manifestació abolicionista. Madrid, febrer de 1873.

Després de la Revolució de 1868 l'activisme abolicionista va impulsar la llei Moret (4 de juliol de 1870, anomenada així per Segismundo Moret, ministre d'Ultramar i posteriorment d'Hisenda; també va rebre el nom de llei de ventres lliures o de llibertat de ventres). Amb ella es va concedir la llibertat a qualsevol nascut posteriorment al 17 de desembre de 1868, així com als esclaus grans de 60 anys o que haguessin ajudat la repressió de la sublevació independentista simultània a Cuba i Puerto Rico.
Rafael María de Labra va obtenir un escó com a diputat per Infiesto (Astúries) el 1871, i va impulsar els debats per l'abolició. L'oposició esclavista es va organitzar en una Lliga Nacional i Cercles Ultramarins, així com en diaris de gran tirada. Estava recolzada pels sectors més conservadors i part de l'exèrcit, alarmats pels desordres que van començar a les colònies. Els retrets per aquest i altres assumptes, adreçats a la figura del nou rei, van acabar produint l'abdicació d'Amadeu de Savoia. Posteriorment, amb la Primera República, l'Assemblea Nacional va proclamar l'abolició de l'esclavitud a Puerto Rico (22 de març de 1873), encara que no a Cuba. El nombre d'esclaus a Puerto Rico era significativament menor (trenta-un mil). José María Orense, president de l'Assemblea, era en aquell moment president honorari de la Societat Abolicionista, de la qual havia estat també president efectiu. Els presidents del Poder Executiu de la República, Estanislau Figueras, Francesc Pi i Margall, Nicolás Salmerón i Emilio Castelar també van ser destacats abolicionistes.
La Restauració (1875) va començar impedint el funcionament de la Societat Abolicionista, però des de 1880 es va permetre la seva continuació, moment en què va començar un procés de supressió de l'esclavitud mitjançant un Patronat (13 de febrer de 1880), que es va suprimir definitivament el 7 d'octubre de 1886, moment a partir del qual l'esclavitud va desaparèixer legalment. La Societat Abolicionista es va dissoldre el 1888.

## Altres moviments abolicionistes
Altres moviments socials han utilitzat el terme abolicionisme en la seva definició més pura "d'acabar amb un sistema injust i immoral" i fent analogia d'altres formes que consideren de 'neoesclavisme'.

### Feminisme abolicionista
Al moviment feminista abolicionista, projecte proper al sectors del feminisme radical, entès en el sentit etimològic més estricte, en un principi buscava l'acabament definitiu de la pràctica de la prostitució i la pornografia, donant suport a les dones a sortir de tal situació a més de combatre la causes que la provoquen, especialment la coacció i el xantatge, o determinades condicions socioeconòmiques. Però dins del feminisme abolicionista s'han ampliat els horitzons, exigint l'abolició dels ventres de lloguer, considerats explotació sexual i reproductiva de les dones i més darrerament cap a l'abolició del gènere, que per alguns sectors del feminisme suposa un intent d'esborrar el subjecte polític femení. Tots quatre projectes d'abolició comporten controvèrsia dins d'un moviment tan hegemònic com ho és el feminisme.

### Abolicionisme anticapitalista
De la mateixa manera, es pot incloure la proposta econòmica i política d'abolir el treball assalariat com una forma d'abolicionisme, si es considera aquesta forma de treball com una forma de supervivència de l'esclavitud, fins i tot de manera majorment perfeccionada que l'esclavitud clàssica. Els qui adhereixen aquesta proposta anomenen al treball assalariat d'esclavitud del salari, ja que consideren que el sou no representa els beneficis que produeix el treballador i posen en dubte la legitimitat del capitalista de quedar-se la plusvàlua És una visió propera als moviments anticapitalistes.

### Abolicionisme de presons

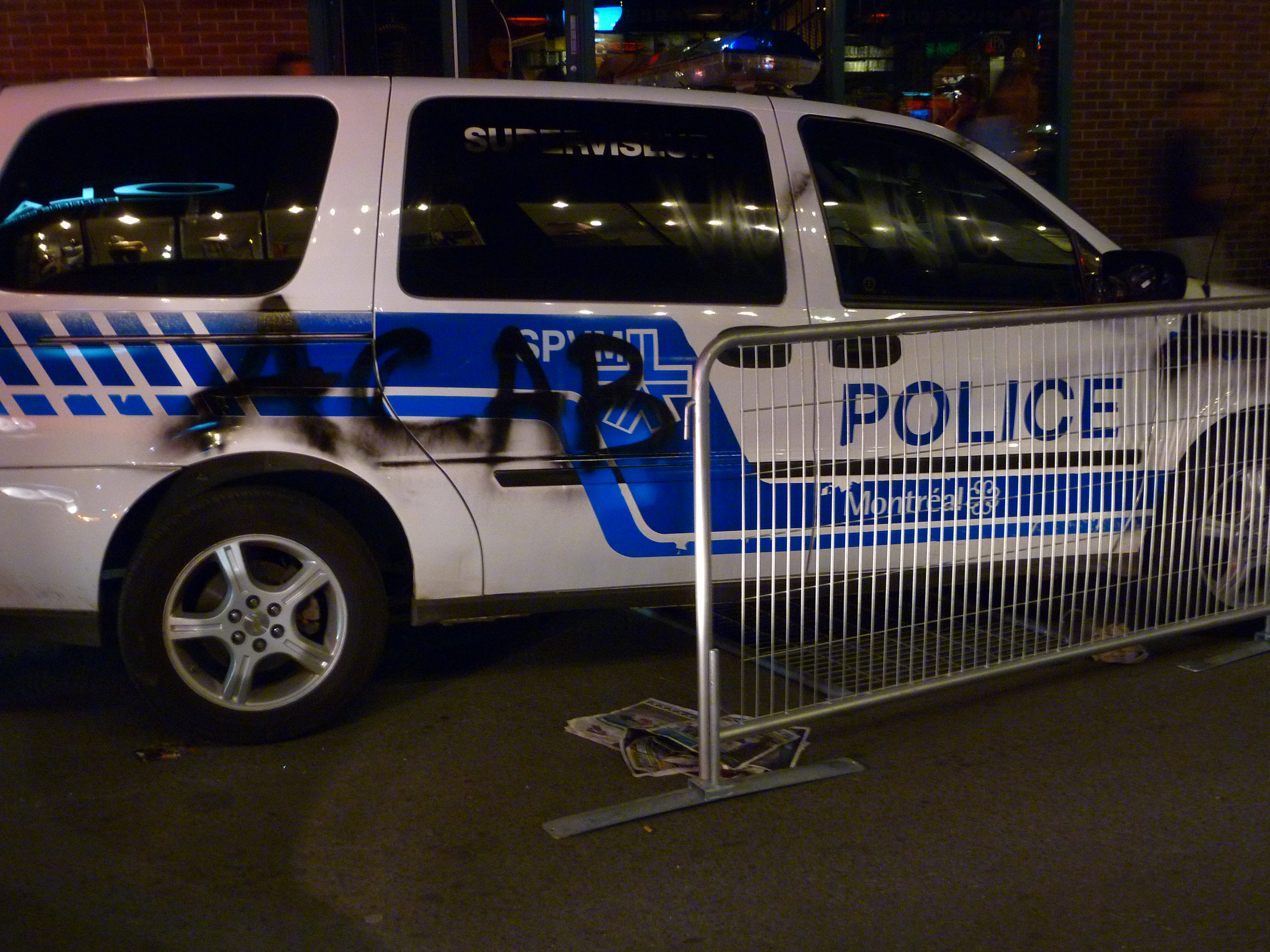
Grafit de les sigles A.C.A.B. en un vehicle policial.

També exiteix un projecte d'abolició de les presons, i més en concret del sistema penitenciari que és considerat una pota més d'un sistema racista i classita, pel biaix de classe i de raça generalitzat a les presons. Sobretot busquen abolir-lo, com a forma de càstig, per a tots els delictes sense víctimes i per a aquells que no siguin delictes contra les persones, junt amb els partidaris de l'anul·lació del sistema de càstigs carceraris que, en general, també són anomenats abolicionistes. Tot i que alguns moviments abolicionistes de presons van més enllà i assenyalen el sistema educatiu com a solució.
En la mateixa línia, existeix un moviment que demana la supressió de la policia, considerant que es tracta d'un organisme que consolida un sistema podrit. En països com els Estats Units, es té a la policia com un braç armat del supremacisme blanc descendent del seu passat colonial. El fenomen s'ha estes arran de les protestes als Estats Units de 2020 per la mort de George Floyd.

### Abolicionisme antiespecista
Finalment, dins del moviment pel reconeixement de drets dels animals, hi ha també el moviment denominat abolicionisme animalista que pretén que els animals que no pertanyen a la nostra espècie deixin de ser tractats com a propietats. Consideren el consum de productes animals una explotació innecessària i immoral i van encontra del denominant sistema especista, que els discrimina per pertànyer a una altra espècie animal. El moviment s'autoanomena antiespecista, precisament en contraposició del sistema que consideren opressor.